# Masakazu Imanari
Masakazu Imanari (jap. 五味隆典 Imanari Masakazu; ur. 10 lutego 1976 w Hadano) – japoński zawodnik mieszanych sztuk walki, mistrz świata Cage Rage z 2007 oraz trzykrotny mistrz DEEP z 2005, 2008 i 2016, posiadacz czarnego pasa w brazylijskim jiu-jitsu.
Imanari jest znany z niezwykle efektownej walki w parterze - jego specjalnością są dźwignie na nogę. Na 26 poddań rywali, aż 16 to różne warianty dźwigni na nogi.

## MMA
W mieszanych sztukach walki zadebiutował 29 września 2000 roku remisując z Ryoji Sai. W 2003 roku przegrał z Dokonjonosuke Mishimą przez TKO na gali DEEP. W 2004 roku zadebiutował w czołowej organizacji w kraju i na świecie PRIDE FC przeciwko Luizowi Firmino z którym przegrał na punkty. W PRIDE stoczył jeszcze jeden pojedynek, również przegrany z Norwegiem Joachimem Hansenem.
Pod koniec 2005 wziął udział w turnieju DEEP który miał wyłonić mistrza w wadze piórkowej (do 66 kg). Imanari zwyciężył w całym turnieju pokonując m.in. Mike’a Browna oraz Yoshirō Maede w finale i został inauguracyjnym mistrzem. Tytuł obronił rok później nokautując Takeshiego Yamazakiego kopnięciem z dołu, leżąc na plecach tzw pedeladą (jest to jak dotąd jedyne zwycięstwo Imanariego przez KO).
Na początku 2007 związał się z czołową brytyjską organizacją Cage Rage. W swoim pierwszym pojedynku poza granicami rodzimej Japonii (10 lutego) stoczył walkę z Robbiem Olivierem, a stawką było mistrzostwo Cage Rage w wadze piórkowej. Imanari błyskawicznie zapiął dźwignię na rękę Olivierowi który poddał się w 27. sekundzie pojedynku i stracił pas na rzecz Japończyka. Pas mistrzowski brytyjskiej organizacji zdołał obronić rok później na początku marca 2008, kiedy to poddał Brazylijczyka Jeana Silvę firmową dźwignią skrętową na nogę.
19 maja 2008 stracił pas DEEP w wadze piórkowej w rewanżowym starciu z Mishimą. Po tej porażce zszedł kategorię niżej do koguciej (-61 kg), a już w sierpniu zdobył pas tejże kategorii wagowej poddając skrętówką Hiroshiego Umemurę - pasa udanie bronił dwukrotnie po czym zwakował go w 2011 roku. Od 2009 do 2011 poza walkami na lokalnych galach, toczył pojedynki również w czołowej organizacji w Japonii – DREAM i trzykrotnie brał udział w turniejach organizowanych przez nią (w 2011 został finalistą turnieju).
W 2012 stoczył dwa pojedynki dla singapurskiego ONE FC wygrywając i przegrywając po jednym pojedynku. Aktualnie związany z DEEP.
17 grudnia 2016 na gali DEEP vs. WSOF-GC ponownie zdobył mistrzostwo DEEP w wadze piórkowej, pokonując Tatsunao Nagakurę niejednogłośnie na punkty. Krótko po tym zwakował tytuł i związał się ponownie z organizacją ONE.

## Osiągnięcia
- 2005: DEEP Featherweight Tournament – 1. miejsce w turnieju wagi piórkowej (-66 kg)
- 2005–2008: mistrz DEEP w wadze piórkowej
- 2007–2008: mistrz świata Cage Rage w wadze piórkowej
- 2008–2011: mistrz DEEP w wadze koguciej (-61 kg)
- 2011: DREAM Japan GP Final – 2. miejsce w turnieju wagi koguciej
- 2016–2017: mistrz DEEP w wadze piórkowej